# Adam Weiss
Adam Weiss, ljubljanski župan v 17. stoletju, † 1636, Ljubljana.
Weiss je bil trgovec. Župan Ljubljane je bil leta 1619.